# Cannon
Cannon é uma série de televisão estadunidense transmitida originariamente pela rede CBS, entre 26 de março de 1971 a 3 de março de 1976, com 124 episódios. Foi produzida por Quinn Martin e o personagem principal é o detetive particular Frank Cannon, interpretado por William Conrad que na época chamou a atenção pois o ator era gordo, careca e com idade por volta de 60 anos, nada a ver com os tipos de outras séries sobre detetives até então.
Em 1973, Cannon gerou uma série derivada (Spin-off) chamada Barnaby Jones. 
Em 1980 foi lançado o filme para a TV The Return of Frank Cannon.
No Brasil a série foi exibida nos anos 70, por alguns anos, nas noites de terça-feira, 21h00, pela Rede Bandeirantes.

## Elenco
- William Conrad...Frank Cannon
- Blaine H. McKee...Bobby Kester

### Astros convidados
Um jovem Martin Sheen aparecia em um papel recorrente de ex-policial. Outros convidados notórios foram: Tom Skerritt, Shelley Duvall, David Janssen, Mike Farrell, Sheree North, Nick Nolte, Clu Gulager, Dan Kemp, Tina Louise, Donna Mills, Robert Loggia, John M. Pickard, Peter Strauss, Claudia Jennings, Judson Pratt, Dana Elcar, Joan Fontaine, John Vernon, um jovem Vincent Van Patten, William Windom, Leslie Nielsen, Wayne Rogers, Jessica Walter, William Daniels, Jason Evers, Peter Haskell, L.Q. Jones, Vic Tayback, Anne Baxter, Paul Michael Glaser, Marc Reuss, Paul Fleming, Vera Miles, Lloyd Bochner, um jovem Willie Ames, Dana Wynter, Sondra Locke, Dack Rambo, Robert Mandan, George Maharis, Stephanie Powers, Jesse Vint, Sharon Acker, David Hedison, Burt Freed, Barbara Luna, Andrew Duggan, David Soul, Cindy Williams, Robert Foxworth

## Tramas
Pouco antes do caso mostrado no episódio de estreia, Frank Cannon trabalhava como detetive de polícia em Los Angeles, Califórnia. Ele abandonou o serviço após a morte de esposa e filho num acidente de carro e mais tarde começou a trabalhar como detetive particular. A morte de seus familiares não foi bem esclarecida, contudo. Nas temporadas seguintes, foi mencionado que a morte dos Cannons fora causada por uma bomba no carro, destinada a Frank. 
Frank Cannon gastava muito com comida e carros (seu primeiro veículo, um Lincoln Continental Mark IV sofria reformas constantes após batidas e tiroteios). Não obstante, ele gostava de pegar casos de clientes com pouco ou nenhum dinheiro. Devido a isso, cobrava altas comissões dos clientes mais abastados para equilibrar suas finanças.

## Barnaby Jones
O episódio da segunda temporada, "Requiem for a Son", apresentou o personagem Barnaby Jones (Buddy Ebsen), um veterano detetive particular que tinha se aposentado e entregado seu escritório a seu filho, Hal. Mas Hal foi assassinado e, com a ajuda de Cannon e da viúva Betty Jones (Lee Meriwether), o assassino foi encontrado.  Depois disso, Jones decidiu sair da aposentadoria e continuar a trabalhar com o auxílio de Betty. [Quando Barnaby Jones se tornou uma série própria, o roteiro foi retrabalhado para ser usado no primeiro episódio. William Conrad apareceu como "astro especialmente convidado", no papel de Cannon].
Existiram mais conexões (crossover) entre as séries. A primeira parte do total de duas do episódio "The Deadly Conspiracy", foi ao ar durante a quinta temporada de Cannon, transmitido em 17 de setembro de 1975; a segunda parte foi exibida no episódio de estreia da quarta temporada de Barnaby Jones.

## Nota
Muito antes do telefone celular, Cannon usava um telefone em seu carro, acessório raro naquela época. Ele necessitava que uma telefonista fizesse as ligações para ele.